# Lista de códigos de registro internacional de veículos

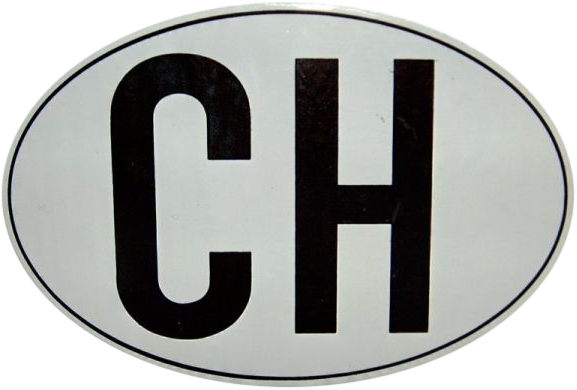
Exemplo da placa oval branca ou etiqueta; esta representa Suíça.

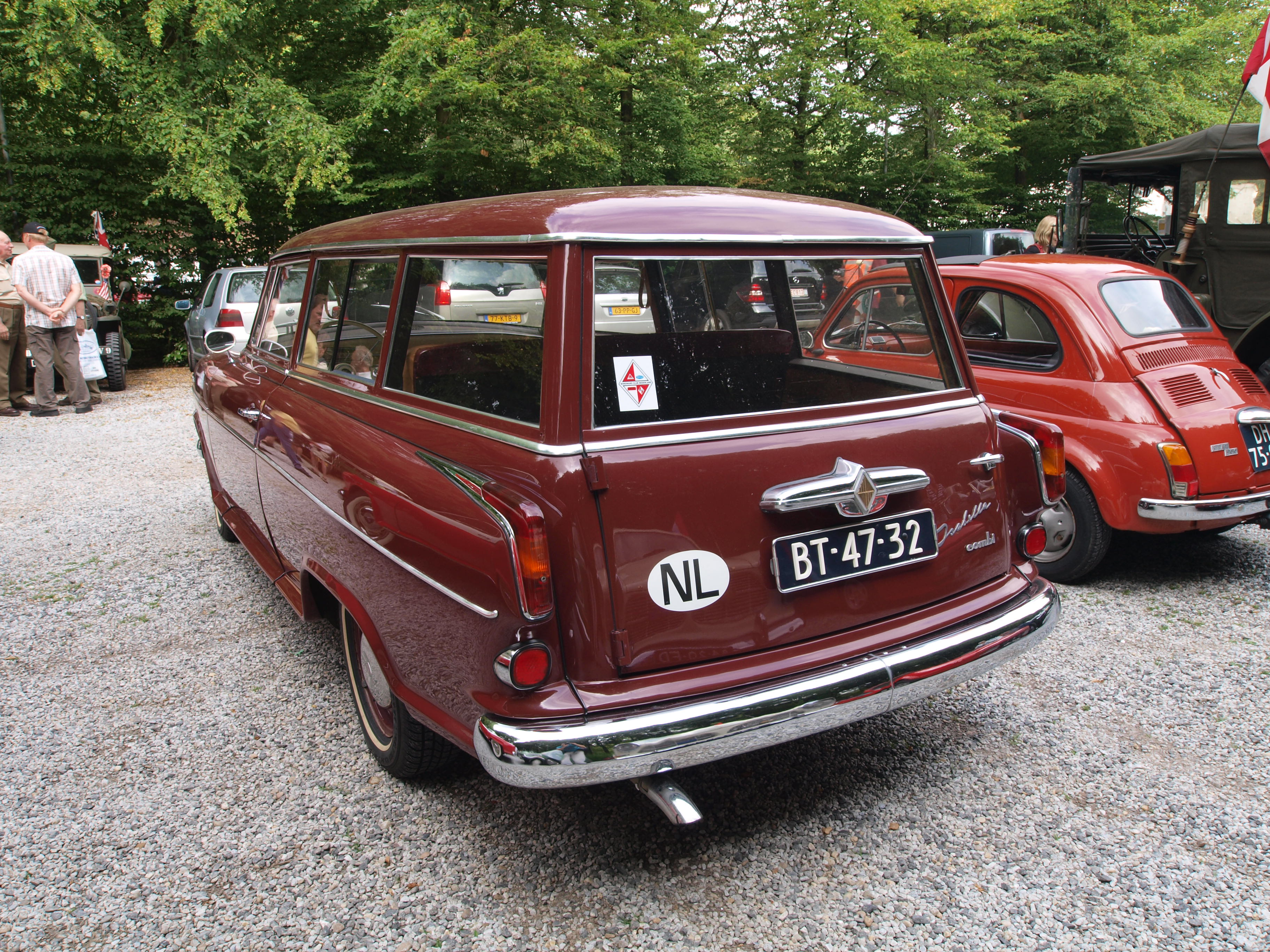
Um Borgward Isabella 1960 mostrando o código de veículo internacional NL (Netherlands)

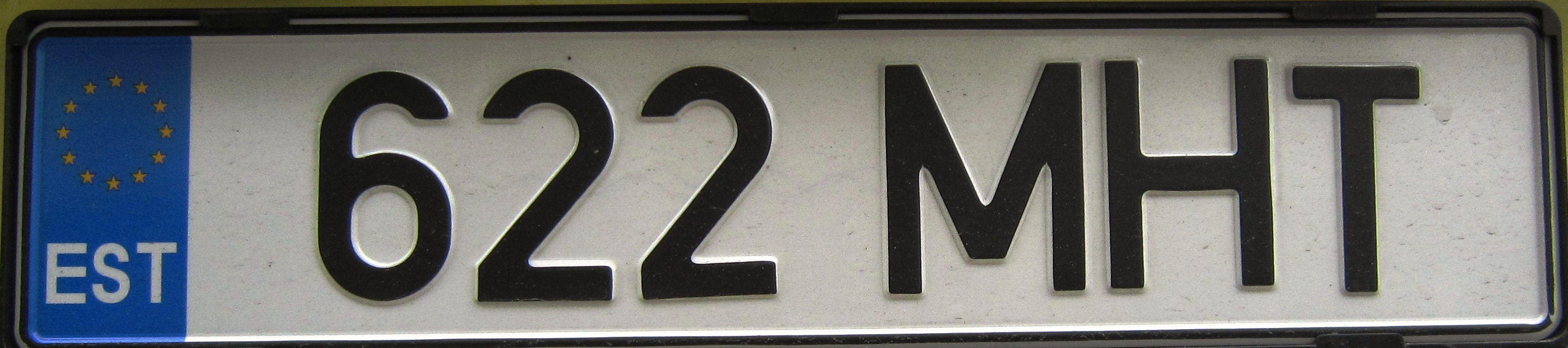
Chapa de matrícula da Estónia no formato padrão da UE com código EST internacional

O país em que uma Placa de identificação de veículos automóveis foi emitida, é indicada por um código da placa de licença internacional do país, anteriormente conhecido como um Carta Internacional de Registro ou International Circulation Mark exibido em letras maiúsculas em negrito em uma placa oval branca pequena ou uma etiqueta perto da placa de número na parte traseira de um veículo.
A atribuição de códigos é mantido pela Comissão Económica das Nações Unidas para a Europa como os Sinais distintivos utilizados em veículos no tráfego internacional (às vezes abreviado para DSIT), autorizada pela Convenção de Genebra das Nações Unidas sobre Tráfego Rodoviário de 1949 e da Convenção de Viena sobre Tráfego Rodoviário de 1968. Muitos códigos de veículos criados desde a adoção do ISO 3166 coincidem com os códigos ISO de duas ou três letras Em Portugal eram obrigatórios para veículos do estado até 1968.
O acordo de 2004 do Sudeste Asiático, Acordo ... para a Facilitação de Transporte Transfronteiriço de bens e de pessoas usa uma mistura de códigos ISO e DSIT: Myanmar usa MYA (códigos DSIT e ISO), China CHN, e KH Camboja (códigos DSIT e ISO), Tailândia usa T (código DSIT), Laos LAO (códigos DSIT e ISO), e Vietnã VN (códigos DSIT e ISO coincidentes)
No Espaço Económico Europeu, os veículos de um Estado membro não precisam exibir a oval, enquanto dentro de outro estado, desde que o número de matrícula esteja no formato padrão da UE introduzido na década de 1990, que inclui o código de registro do veículo internacional sobre a placa.
Nota: um asterisco (*) indica que este código não é oficial.
| A      |                                                  |       |                                                                     | |
| Código | País                                             | De    | Antes                                                               | Notas |
| A      | Áustria                                          | 1910  |                                                                     | |
| AFG    | Afeganistão                                      | 1971  |                                                                     | |
| AL     | Albânia                                          | 1934  |                                                                     | |
| AND    | Andorra                                          | 1957  |                                                                     | |
| AM     | Armênia                                          | 1992  | SU                                                                  | Antigamente parte da União Soviética |
| AUS    | Austrália                                        | 1954  |                                                                     | |
| AZ     | Azerbaijão                                       | 1992  | SU                                                                  | Antigamente parte da União Soviética |
| B      |                                                  |       |                                                                     | |
| Código | País                                             | De    | Antes                                                               | Notas |
| B      | Bélgica                                          | 1910  |                                                                     | |
| BD     | Bangladesh                                       | 1978  | PAK                                                                 | Anteriormente Paquistão Oriental |
| BDS    | Barbados                                         | 1956  |                                                                     | |
| BF     | Burquina Fasso                                   | 1984  | RHV / HV                                                            | até agosto de 2003, de 1984; (République (de)) Haute Volta ( Alto Volta) |
| BG     | Bulgária                                         | 1910  |                                                                     | |
| BH     | Belize                                           | 1938  |                                                                     | Anteriormente Honduras Britânicas. Ainda oficialmente registado como BH em junho de 2024. As novas cartas de condução parecem ter 'BZ' em vez de 'BH' como código de Belize |
| BIH    | Bósnia e Herzegovina                             | 1992  | YU                                                                  | Bosnia e Herzegovina (bósnio) |
| BR     | Brasil                                           | 1930  |                                                                     | |
| BOL    | Bolívia                                          | 1967  |                                                                     | |
| BRN    | Bahrein                                          | 1954  |                                                                     | |
| BRU    | Brunei                                           | 1956  |                                                                     | |
| BS     | Bahamas                                          | 1950  |                                                                     | |
| BY     | Bielorrússia                                     | 1992  | SU                                                                  | Bielo-Rússia; anteriormente parte da União Soviética |
| C      |                                                  |       |                                                                     | |
| Código | País                                             | De    | Antes                                                               | Notas |
| CAM    | Camarões                                         | 1952  | F & WAN                                                             | Anteriormente um território da França. Usando CMR não oficialmente nos seus pratos. |
| CDN    | Canadá                                           | 1956  | CA                                                                  | Domínio canadense |
| CGO    | República Democrática do Congo                   | 1997  | CB,RCL,CGO,ZR,ZRE                                                   | Congo Belge (francês), República do Congo (Léopoldville) (francês), Congo (Kinshasa ), Zaïre |
| CH     | Suíça                                            | 1911  |                                                                     | Confoederatio Helvetica (Latim) |
| CI     | Costa do Marfim (Costa Do Marfim)                | 1961  | F                                                                   | Anteriormente um território da França |
| CL     | Sri Lanka                                        | 1961  |                                                                     | Antigo Ceilão |
| CO     | Colômbia                                         | 1952  |                                                                     | |
| CR     | Costa Rica                                       | 1956  |                                                                     | https://unece.org/DAM/trans/conventn/Distsigns.pdf |
| CU     | Cuba                                             | 1930  |                                                                     | |
| CY     | Chipre                                           | 1932  |                                                                     | |
| CZ     | Chéquia                                          | 1993  | CS                                                                  | Anteriormente Československo (Tchecoslováquia) |
| D      |                                                  |       |                                                                     | |
| Código | País                                             | De    | Antes                                                               | Notas |
| D      | Alemanha                                         | 1910  |                                                                     | Alemanha (alemão); também usado até 1974 por Alemanha Oriental, que, em seguida, usado DDR até a reunificação alemã em 1990 |
| DK     | Dinamarca                                        | 1914  |                                                                     | |
| DOM    | República Dominicana                             | 1952  |                                                                     | |
| DY     | Benim                                            | 1910  | Parte da AOF (Afrique occidentale française) -1960                  | Daomé (nome até 1975) |
| DZ     | Argélia                                          | 1962  | F -1911                                                             | Dzayer (Árabe argelino); Anteriormente um território da França |
| E      |                                                  |       |                                                                     | |
| Código | País                                             | De    | Antes                                                               | Notas |
| E      | Espanha                                          | 1910  |                                                                     | España (espanhol) |
| EAK    | Quênia                                           | 1938  |                                                                     | África Oriental Quénia |
| EAT    | Tanzânia                                         | 1938  | EAT & EAZ                                                           | África Oriental Tanzânia; anteriormente África Oriental Tanganica e África Oriental Zanzibar |
| EAU    | Uganda                                           | 1938  |                                                                     | África Oriental Uganda |
| EC     | Equador                                          | 1962  |                                                                     | |
| EG     | Egito                                            | 2024  | ET - de 1927 a 2024.                                                | |
| ER     | Eritreia                                         | 1993  | AOI -1941, ETH 1964-1993                                            | África Orientale Italiana (italianos), Etiópia |
| ES     | El Salvador                                      | 1978  |                                                                     | |
| EST    | Estónia                                          | 1993  | EW 1919-1940 & 1991-1993; SU 1940-1991                              | Anteriormente parte da União Soviética |
| ETH    | Etiópia                                          | 1964  | AOI -1941                                                           | África Orientale Italiana (italianos) |
| F      |                                                  |       |                                                                     | |
| Código | País                                             | De    | Antes                                                               | Notas |
| F      | França                                           | 1910  |                                                                     | |
| FIN    | Finlândia                                        | 1993  | SF                                                                  | Suomi Finlândia (Finlandês / Sueco) |
| FJI    | Fiji                                             | 1971  |                                                                     | |
| FL     | Liechtenstein                                    | 1923  |                                                                     | Fürstentum Liechtenstein (alemão) |
| FO     | Ilhas Feroé                                      | 1996  | FR                                                                  | Às vezes FØ ou Fø. Entidade autónoma do Reino de Dinamarca . |
| G      |                                                  |       |                                                                     | |
| Código | País                                             | De    | Antes                                                               | Notas |
| G      | Gabão                                            | 1974  | ALEF -1960                                                          | África Equatorial Francesa. Usando de forma não oficial RG nas suas placas. |
| GBA    | Alderney                                         | 1924  |                                                                     | Grã-Bretanha e Irlanda do Norte - Alderney |
| GBG    | Guernsey                                         | 1924  |                                                                     | Grã-Bretanha e Irlanda do Norte - Guernsey |
| GBJ    | Jersey                                           | 1924  |                                                                     | Grã-Bretanha e Irlanda do Norte - Jersey |
| GBM    | Ilha de Man                                      | 1932  |                                                                     | Grã-Bretanha e Irlanda do Norte - Ilha de Man |
| GBZ    | Gibraltar                                        | 1924  |                                                                     | Grã-Bretanha e Irlanda do Norte - Gibraltar [Z foi atribuído porque G já foi usado para Guernsey] |
| GCA    | Guatemala                                        | 1956  |                                                                     | Guatemala, América Central |
| GE     | Geórgia                                          | 1992  | SU                                                                  | Anteriormente parte da União Soviética.As placas mais antigas usavam "GEO" em vez de "GE". Também utilizado de forma não oficial e ilegal pela Guiné Equatorial (espanhol: Guina Ecuatorial). Coincide com o código ISO 3166-1 alfa-2. |
| GH     | Gana                                             | 1959  | WAC -1957                                                           | África Ocidental África Ocidental Costa do Ouro -1957 |
| GR     | Grécia                                           | 1913  |                                                                     | |
| GUY    | Guiana                                           | 1972  | BRG                                                                 | Anteriormente Guiana británica -1966 |
| H      |                                                  |       |                                                                     | |
| Código | País                                             | De    | Antes                                                               | Notas |
| H      | Hungria                                          | 1910  |                                                                     | |
| HK     | Hong Kong                                        | 1932  |                                                                     | Hong Kong mantém-se na lista de códigos de trânsito dos países das Nações Unidas. Reanexado à República Popular da China em 1997 com uma forte autonomia. |
| HKJ    | Jordânia                                         |       | JOR                                                                 | Reino Hachemita da Jordânia |
| HN     | Honduras                                         | ?     |                                                                     | |
| HR     | Croácia                                          | 1992  | SHS 1919-29, Y 1929-53, YU 1953-92                                  | Hrvatska (croata). Anteriormente parte da Reino dos Sérvios, Croatas e Eslovenos (Kraljevina Srba, Hrvata i Slovenaca - croata), então parte da Iugoslávia. |
| I      |                                                  |       |                                                                     | |
| Código | País                                             | De    | Antes                                                               | Notas |
| I      | Itália                                           | 1910  |                                                                     | |
| IL     | Israel                                           | 1952  |                                                                     | |
| IND    | Índia                                            | 1947  |                                                                     | |
| IR     | Irão                                             | 1936  |                                                                     | |
| IRL    | Irlanda                                          | 1962  | GB -1910, SE -1924, EIR -1938                                       | Grã-Bretanha, Saorstát Éireann, Éire. Atualmente há uma campanha em curso por língua irlandesa ativistas para que o nome do país na língua nativa representada por alterar o código de volta para EIR ou ÉIR. Isso é desnecessário, como Revisor Oficial de Instrumento No. 269 de 1961 prevê: " ... as letras EIR são usadas para indicar o nome do Estado, mas as letras IRL pode ser substituído para os mesmos." |
| IRQ    | Iraque                                           | 1930  |                                                                     | |
| IS     | Islândia                                         | 1936  |                                                                     | Islândia (Inglês) |
| J      |                                                  |       |                                                                     | |
| Código | País                                             | De    | Antes                                                               | Notas |
| J      | Japão                                            | 1964  |                                                                     | |
| JA     | Jamaica                                          | 1932  |                                                                     | |
| K      |                                                  |       |                                                                     | |
| Código | País                                             | De    | Antes                                                               | Notas |
| KG     | Quirguistão                                      | 2016  | SU -1991 KS - 1991 até 2016                                         | Anteriormente parte da União Soviética. O governo do Quirguistão notificou a mudança de "KS" para "KG", que figurava nas matrículas dos novos automóveis a partir de março de 2016, em agosto desse ano ao Secretário-Geral da ONU. Além disso, a maioria dos veículos utiliza autocolantes ovais “KGZ” em vez de “KS”. Coincide com o código ISO 3166-1 alfa-2.                                                     |
| KH     | Camboja                                          | 1956  | F -1949 K - até 2009 KH - desde 2009 até hoje                       | Conhecido como Kampuchea de 1976 a 1989. Anteriormente um território da França. KH atualmente em uso (Khmer) nas cartas de condução, que coincide com o código ISO 3166-1 alfa-2. Mudança ratificada de K (anteriormente KHM) para KH em 2009 pelas Nações Unidas |
| KSA    | Arábia Saudita                                   | ?     | SA - ?                                                              | Reino da Arábia Saudita. A data da mudança é desconhecida. Coincidiu com o código ISO 3166-1 alfa-2. |
| KWT    | Kuwait                                           | 1954  |                                                                     | |
| KZ     | Cazaquistão                                      | 1992  | SU -1991                                                            | Anteriormente parte da União Soviética |
| L      |                                                  |       |                                                                     | |
| Código | País                                             | De    | Antes                                                               | Notas |
| L      | Luxemburgo                                       | 1911  |                                                                     | |
| LAO    | Laos                                             | 1959  | F - 1949                                                            | Anteriormente um território de França (Indochina francesa) |
| LAR    | Líbia                                            | 1972  | I -1949, LT                                                         | República Árabe Líbia; Anteriormente um território de Itália. Código 'LY' não oficial utilizado em seu lugar. |
| LB     | Libéria                                          | 1967  |                                                                     | |
| LS     | Lesoto                                           | 1967  | BL                                                                  | Basutoland -1966 |
| LT     | Lituânia                                         | 1992  | SU 1940-1991                                                        | Anteriormente parte da União Soviética |
| LV     | Letônia                                          | 1992  | LR 1927-1940,SU 1940-1991                                           | letão]]); Anteriormente parte da União Soviética |
| M      |                                                  |       |                                                                     | |
| Código | País                                             | De    | Antes                                                               | Notas |
| M      | Malta                                            | 1966  | GBY 1924-66                                                         | |
| MA     | Marrocos                                         | 1924  |                                                                     | Marrocos (Francês) |
| MAL    | Malásia                                          | 1967  | FM - 1957, PTM 1957-67                                              | anteriormente Perak, em seguida, Perseketuan Tanah Malayu (malaio) |
| MC     | Mónaco                                           | 1910  |                                                                     | |
| MD     | Moldávia                                         | 1992  | SU -1991                                                            | Anteriormente parte da União Soviética |
| MEX    | México                                           | 1952  |                                                                     | |
| MGL    | Mongólia                                         | 2002  | Até 2002 - MNG                                                      | MNG apresentado nas antigas placas. No entanto, o novo formato inclui o MGL mais uma vez. Coincide com o código ISO 3166-1 alfa-3. |
| MNE    | Montenegro                                       | 2006  | MN - 1913-1919, SHS 1919-29, Y 1929-53, YU 1953-2003, SCG 2003-2006 | Anteriormente parte da Reino dos Sérvios, Croatas e Eslovenos (Srba, Hrvata i Slovenaca - servo-croata), então parte da Iugoslávia e depois Sérvia e Montenegro (Srbija i Crna Gora - sérvio) |
| MOC    | Moçambique                                       | 1975  | MOC: 1932-56, P: 1957-75                                            | Anteriormente parte de Portugal. |
| MS     | Ilhas Maurícias                                  | 1938  |                                                                     | |
| MV     | Maldivas                                         | 1965  |                                                                     | |
| MW     | Malawi                                           | 1965  | EA 1932-38, NP - 1938-70, RNY opção 1960-65                         | Anteriormente a Niassalândia Protetorado |
| MYA    | Myanmar                                          | 2019  | BA, BUR                                                             | Alteração notificada à ONU em 1985. Ratificada com MYA em 2019. |
| N      |                                                  |       |                                                                     | |
| Código | País                                             | De    | Antes                                                               | Notas |
| N      | Noruega                                          | 1922  |                                                                     | |
| NAM    | Namíbia                                          | 1990  | SWA                                                                 | Anteriormente Sudoeste Africano |
| NAU    | Nauru                                            | 1968  |                                                                     | |
| NEP    | Nepal                                            | 1970  |                                                                     | |
| NMK    | Macedônia do Norte                               | 2019  | YU -1992 MK - 1992 até 2019                                         | Anteriormente parte da Iugoslávia. Tornou-se Macedónia do Norte em 2019. Coincidiu com o código ISO 3166-1 alfa-2. |
| NIC    | Nicarágua                                        | 1952  |                                                                     | |
| NL     | Países Baixos                                    | 1910  |                                                                     | |
| NZ     | Nova Zelândia                                    | 1958  |                                                                     | |
| O      |                                                  |       |                                                                     | |
| Código | País                                             | De    | Antes                                                               | Notas |
| OM     | Omã                                              | ?     |                                                                     | |
| P      |                                                  |       |                                                                     | |
| Código | País                                             | De    | Antes                                                               | Notas |
| P      | Portugal                                         | 1910  |                                                                     | Utilizado não oficialmente para a Palestina na Cisjordânia e na Faixa de Gaza. |
| PA     | Panamá                                           | 1952  |                                                                     | |
| PAK    | Paquistão                                        | 1947  |                                                                     | |
| PE     | Peru                                             | 1937  |                                                                     | |
| PL     | Polónia                                          | 1921  |                                                                     | |
| PNG    | Papua-Nova Guiné                                 | 1978  |                                                                     | |
| PY     | Paraguai                                         | 1952  |                                                                     | |
| Q      |                                                  |       |                                                                     | |
| Código | País                                             | De    | Antes                                                               | Notas |
| Q      | Catar                                            | 1972  |                                                                     | |
| R      |                                                  |       |                                                                     | |
| Código | País                                             | De    | Antes                                                               | Notas |
| RA     | Argentina                                        | 1927  |                                                                     | República Argentina (espanhol) |
| RB     | Botswana                                         | 1967  |                                                                     | República do Botswana |
| RC     | República da China (Taiwan)                      | 1932  |                                                                     | Também utilizado de maneira não oficial pela República do Congo "République du Congo". |
| RCA    | República Centro-Africana                        | 1962  |                                                                     | République Centrafricaine (francês) |
| RCB    | República do Congo                               | 1962  |                                                                     | República do Congo Brazzaville (francês). Usando RC de maneira não oficial nas placas atuais. |
| RCH    | Chile                                            | 1930  |                                                                     | República de Chile (espanhol) |
| RG     | Guiné                                            | 1972  |                                                                     | República da Guiné (francês). Também usado não oficialmente pelo Gabão. |
| RH     | Haiti                                            | 1952  |                                                                     | República do Haiti (francês) |
| RI     | Indonésia                                        | 1955  |                                                                     | República da Indonésia (indonésio) |
| RIM    | Mauritânia                                       | 1964  |                                                                     | República Islâmica da Mauritânia (francês) |
| RKS    | Kosovo                                           | 2010  | SRB; KS 1999-2010; RKS 2010                                         | Sérvia afirma Kosovo como parte de seu território. |
| RL     | Líbano                                           | 1952  |                                                                     | República Libanesa (francês) |
| RM     | Madagáscar                                       | 1962  |                                                                     | República de Madagáscar (Francês) |
| RMM    | Mali                                             | 1962  | AOF -1960                                                           | República do Mali (francês). Anteriormente parte da África Ocidental Francesa |
| RN     | Níger                                            | ?     | AOF -1960 até 1977 NIG - de 1977 até ?                              | República do Níger (francês). Anteriormente parte da África Ocidental Francesa. Ainda listado como NIG na lista da ONU. |
| RO     | Roménia                                          | 1981  | R                                                                   | |
| ROK    | República da Coreia                              | 1971  |                                                                     | |
| ROU    | Uruguai                                          | 1979  |                                                                     | República Oriental do Uruguay (espanhol) |
| RSM    | San Marino                                       | 1932  |                                                                     | República de São Marino (Inglês) |
| RP     | Filipinas                                        | 1975? | Antigamente - PI                                                    | República das Filipinas. Ainda listado como PI na lista da ONU |
| RU     | Burundi                                          | 1962  |                                                                     | até 1962; parte do território belga de Ruanda-Urundi. A usar 'BU' não oficialmente nas placas. |
| RUS    | Rússia                                           | 1992  | SU                                                                  | Anteriormente parte da União Soviética |
| RWA    | Ruanda                                           | 1964  | RU -1962                                                            | Anteriormente parte de Ruanda-Urundi -1962 |
| S      |                                                  |       |                                                                     | |
| Código | País                                             | De    | Antes                                                               | Notas |
| S      | Suécia                                           | 1911  |                                                                     | |
| SD     | Essuatíni                                        | 1935  |                                                                     | |
| SGP    | Singapura                                        | 1952  |                                                                     | |
| SK     | Eslováquia                                       | 1993  | CS 1919-39,1945-92, SO 1939-45                                      | Anteriormente Československo (Tchecoslováquia) |
| SLO    | Eslovênia                                        | 1992  | SHS 1919-29, Y 1929-53, YU 1953-92                                  | Anteriormente parte da Reino dos Sérvios, Croatas e Eslovenos, então parte da Iugoslávia |
| SME    | Suriname                                         | 1936  |                                                                     | |
| SN     | Senegal                                          | 1962  |                                                                     | |
| SO     | Somália                                          | 1974  |                                                                     | |
| SRB    | Sérvia                                           | 2006  | SB - 1919, SHS 1919-29, Y 1929-53, YU 1953-2003, SCG 2003-2006      | Anteriormente parte da Reino dos Sérvios, Croatas e Eslovenos (Srba, Hrvata i Slovenaca - servo-croata), então parte da Iugoslávia e depois Sérvia e Montenegro (Srbija i Crna Gora - sérvio) |
| SUD    | Sudão                                            | 1963  |                                                                     | |
| SY     | Seicheles                                        | 1938  |                                                                     | |
| SYR    | Síria                                            | 1952  |                                                                     | |
| T      |                                                  |       |                                                                     | |
| Código | País                                             | De    | Antes                                                               | Notas |
| T      | Tailândia                                        | 1955  |                                                                     | |
| TCH    | Chade                                            | 1973  |                                                                     | Chade (francês) |
| TG     | Togo                                             | 1973  |                                                                     | |
| TJ     | Tajiquistão                                      | 1992  | SU -1991                                                            | Anteriormente parte da União Soviética |
| TM     | Turquemenistão                                   | 1992  | SU -1991                                                            | Anteriormente parte da União Soviética |
| TN     | Tunísia                                          | 1957  | F -1956                                                             | Anteriormente um território de França |
| TO     | Tonga                                            | 1995  |                                                                     | Coincide com o código ISO 3166-1 alfa-2. |
| TR     | Turquia                                          | 1935  |                                                                     | |
| TT     | Trinidad e Tobago                                | 1964  |                                                                     | |
| U      |                                                  |       |                                                                     | |
| Código | País                                             | De    | Antes                                                               | Notas |
| UA     | Ucrânia                                          | 1992  | SU                                                                  | Anteriormente parte da União Soviética |
| UAE    | Emirados Árabes Unidos                           |       |                                                                     | |
| UK     | Reino Unido (de Grã-Bretanha e Irlanda do Norte) | 2021  | GB 1910-2021                                                        | Antes de 1922, foi utilizado para o Reino Unido da Grã-Bretanha e Irlanda |
| USA    | Estados Unidos                                   | 1952  |                                                                     | Corretamente utilizado por veículos matriculados no estrangeiro US-. Hoje, os veículos dos EUA de propriedade registados na Europa, usa o código da placa de licença do país em que estão localizados. 'US' é agora utilizado pelas Forças dos EUA na Alemanha desde 2020. O 'U' é atualmente utilizado para as matrículas das Forças dos EUA em Portugal (Lajes, Açores)                                            |
| UZ     | Uzbequistão                                      | 1992  | SU                                                                  | Anteriormente parte da União Soviética |
| V      |                                                  |       |                                                                     | |
| Código | País                                             | De    | Antes                                                               | Notas |
| V      | Vaticano                                         | 1931  |                                                                     | |
| VN     | Vietname                                         | 1953  |                                                                     | |
| W      |                                                  |       |                                                                     | |
| Código | País                                             | De    | Antes                                                               | Notas |
| WAG    | Gâmbia                                           | 1932  |                                                                     | África Ocidental Gâmbia |
| WAL    | Serra Leoa                                       | 1937  |                                                                     | África Ocidental Serra Leoa; em placas locais SLE é usado |
| WAN    | Nigéria                                          | 1937  |                                                                     | África Ocidental da Nigéria |
| WD     | Dominica                                         | 1954  |                                                                     | Barlavento Ilhas Dominica |
| WG     | Granada                                          | 1932  |                                                                     | Barlavento Ilhas Grenada |
| WL     | Santa Lúcia                                      | 1932  |                                                                     | Barlavento Ilhas Santa Lúcia |
| WS     | Samoa                                            | 1962  |                                                                     | anteriormente Samoa Ocidental |
| WV     | São Vicente e Granadinas                         | 1932  |                                                                     | Barlavento Ilhas São Vicente |
| Y      |                                                  |       |                                                                     | |
| Código | País                                             | De    | Antes                                                               | Notas |
| YAR    | Iêmen                                            |       |                                                                     | Iêmen do Norte anteriormente conhecido como o República Árabe do Iêmen |
| YV     | Venezuela                                        |       |                                                                     | |
| Z      |                                                  |       |                                                                     | |
| Código | País                                             | De    | Antes                                                               | Notas |
| Z      | Zâmbia                                           | 1964  | NR                                                                  | Anteriormente Rodésia do Norte |
| ZA     | África do Sul                                    | 1936  |                                                                     | Zuid-Afrika (de holandês, em Afrikaans é Suid-Afrika) |
| ZW     | Zimbabwe                                         | 1980  | SR, RSR                                                             | anteriormente Rodésia do Sul até 1965, Rodésia não reconhecido até 1980 |

## Códigos não mais em uso
| Código | País                                   | Até       | Depois                                                        | Notas |
| ------ | -------------------------------------- | --------- | ------------------------------------------------------------- | --- |
| ADN    | Aden                                   | 1980      | Y                                                             | A partir de 1938. Também conhecido como Iêmen do Sul, República Democrática Popular do Iémen (1967)             |
| BA     | / Birmânia                             | 1956      | BUR                                                           | Desde 1937. Agora Mianmar                                                                                       |
| BP     | Bechuanalândia, Protetorado da         | 1966      |                                                               | Agora Botswana                                                                                                  |
| BUR    | Myanmar                                | 2019      | MYA                                                           | Alteração notificada à ONU em 1985. Ratificada com MYA em 2019.                                                 |
| CS     | Checoslováquia ou Tchecoslováquia      | 1992      | CZ, SK                                                        | Dividida em República Checa e Eslováquia.                                                                       |
| DA     | Danzig, Cidade Livre de                | 1939      | D: até 1945 PL: desde 1945                                    | Anexada pela Alemanha. Agora Gdansk, fazendo parte da Polônia                                                   |
| DDR    | República Democrática Alemã            | 1990      | D                                                             | Deutsche Demokratische Republik (alemão). A partir de 1974 (usado D até 1974)                                   |
| GBY    | Malta                                  | 1966      | M                                                             | Mudado após a independência do Reino Unido                                                                      |
| ET     | Egito                                  | 2024      | EG                                                            | Ratificado pelas Nações Unidas em 2024.                                                                         |
| EW     | Estónia                                | 1993      | EST                                                           | Eesti Vabariik (estoniano)                                                                                      |
| FR     | Ilhas Faroe                            | 1996      | FO                                                            | Føroyar (Faroesa)                                                                                               |
| GRO    | Groenlândia                            |           | KN                                                            | Grønland (língua dinamarquesa) / Kalaallit Nunaat (língua groenlandesa)                                         |
| HV     | Alto Volta                             | 1984      | BF                                                            | Haute Volta (francês). Agora Burkina Faso                                                                       |
| K      | Camboja                                | 2009      | KH                                                            | Ratificado pelas Nações Unidas como KH em 18 de Novembro de 2009                                                |
| KS     | Quirguistão                            | 2016      | KG                                                            | Ratificado pelas Nações Unidas como KG em março de 2016.                                                        |
| LR     | Letônia                                | 1927–1940 | SU, LV                                                        | Latvijas Republika (Letónia)                                                                                    |
| MK     | Macedónia do Norte                     | 1992-2019 | NMK                                                           | Tornou-se a ser Macedónia do Norte em 2019. Coincidiu com o código ISO 3166-1 alfa-2.                           |
| NA     | Antilhas Neerlandesas                  | 1947-2010 |                                                               | As Antilhas Neerlandesas foram dissolvidas em 2010                                                              |
| NIG    | Níger                                  | ?         |                                                               | Ainda listado como NIG na lista da ONU.                                                                         |
| PANG   | Angola                                 | 1957      | P: até 1975 ANG: desde 1975                                   | Desde 1932. Fazia parte de Portugal                                                                             |
| PI     | Filipinas                              | ?         |                                                               | Ainda listado como NIG na lista da ONU.                                                                         |
| R      | Romênia                                | 1981      | RO                                                            | |
| RNY    | Federação da Rodésia e Niassalândia    | 1953–1963 | NP, NR, SR                                                    | Agora Malawi, Zâmbia e Zimbabwe                                                                                 |
| ROU    | Uruguai                                | 1979–2012 | UY                                                            | República Oriental del Uruguay (espanhol)                                                                       |
| RSR    | / Rodésia do Sul                       | 1965–1979 | SR                                                            | Agora Zimbabwe                                                                                                  |
| RT     | Togo                                   | 1973      | TG                                                            | Republique du Togo (francês). Anteriormente Togolândia Francesa − 1960                                          |
| SA     | Arábia Saudita                         | ?         | KSA                                                           | A data da mudança é desconhecida. Coincidiu com o código ISO 3166-1 alfa-2.                                     |
| SA     | Sarre, Território da Bacia do          | 1926–1935 | D                                                             | Território sob mandato da Liga das Nações. Reintegrado na Alemanha                                              |
| SA     | Sarre, Protetorado de                  | 1947–1956 | D                                                             | Protetorado francês. Reintegrado na Alemanha                                                                    |
| SB     | Sérvia                                 | 1919      | SHS                                                           | Sérvia tornou-se parte do Reino dos Sérvios, Croatas e Eslovenos                                                |
| SCG    | Sérvia e Montenegro                    | 2006      | MNE, SRB                                                      | Srbija i Crna Gora (servo). Agora Montenegro e Sérvia                                                           |
| SF     | Finlândia                              | 1993      | FIN                                                           | SF a partir de "Suomi - Finlândia" (os nomes do país em suas línguas oficiais, finlandês e sueco)               |
| SHS    | Reino dos Sérvios, Croatas e Eslovenos | 1929      | Y                                                             | Srba, Hrvata i Slovenaca - servo-croata. Mudou seu nome para Iugoslávia                                         |
| SU     | União Soviética                        | 1991      | EST, LT, LV, BY, MD, UA, TJ, TUR, GE, KZ, UZ, KS, AZ, AM, RUS | |
| SWA    | Sudoeste Africano                      | 1990      | NAM                                                           | Agora Namibia                                                                                                   |
| TS     | Trieste, Território Livre de           | 1954      |                                                               | Desde 1947. Zona A do Território Livre de Trieste (administrada pelos EUA e Reino Unido). Agora parte da Itália |
| Y      | / Iugoslávia                           | 1953      | YU                                                            | Yemen começou a utilizar o 'Y' posteriormente                                                                   |
| YU     | / Iugoslávia                           | 2003      | BIH, HR, MK, MNE, SRB, SLO                                    | Agora Bósnia-Herzegovina, Croácia, Kosovo, Macedónia, Montenegro, Sérvia e Eslovénia                            |
| ZRE    | Zaire                                  | 1997      | CGO                                                           | Agora a República Democrática do Congo. Coincidiu com o código ISO 3166-1 alfa-3                                |

Nota1Existem códigos não-oficiais de uso comum, tais como "BZH" para Bretanha, "VL" para Flandres, "V" para Vojvodina/Vajdaság e "CD" para "Corpo Diplomático". Estes, muitas vezes significam lugares que não são reconhecidos internacionalmente como estados independentes. Ver http://www.kingkong.demon.co.uk/where/unoff.htm Para obter uma lista de alguns destes.
Nota2Algumas placas indicam de que parte do país são originários. Ver http://www.kingkong.demon.co.uk/where/where.htm para estas origens.